# كأس نيوزيلندا 2000
كأس نيوزيلندا 2000 (بالإنجليزية: 2000 Chatham Cup)‏ هو موسم من كأس نيوزيلندا. فاز فيه Napier City Rovers FC ‏.